# محمد اسلم
محمد اسلم (انگلیسی: Muhammad Aslam؛ زادهٔ ۱ ژانویهٔ ۱۹۱۰ - درگذشته نامشخص) بازیکن هاکی روی چمن اهل هند است.
وی به‌همراه تیم ملی هاکی روی چمن مردان هند به قهرمانی بازی‌های المپیک تابستانی ۱۹۳۲ دست پیدا کرده‌است.